# Mladotice (Kraselov)
Mladotice jsou malá vesnice, část obce Kraselov v okrese Strakonice v Jihočeském kraji. Nachází se asi jeden kilometr jihozápadně od Kraselova. Je zde evidováno 16 adres. V roce 2011 zde trvale žilo 25 obyvatel.
Mladotice leží v katastrálním území Mladotice u Kraselova o rozloze 1,23 km².

## Historie
První písemná zmínka o vesnici pochází z roku 1513.

## Obyvatelstvo
| Rok            | 1869 | 1880 | 1890 | 1900 | 1910 | 1921 | 1930 | 1950 | 1961 | 1970 | 1980 | 1991 | 2001 | 2011 | 2021 |
| -------------- | ---- | ---- | ---- | ---- | ---- | ---- | ---- | ---- | ---- | ---- | ---- | ---- | ---- | ---- | ---- |
| Počet obyvatel | 97   | 81   | 80   | 85   | 89   | 101  | 80   | 62   | 71   | 54   | 43   | 27   | 30   | 25   | 15   |
| Počet domů     | 14   | 16   | 16   | 16   | 16   | 16   | 17   | 18   | 18   | 13   | 13   | 16   | 14   | 15   | 15   |